# Gallinomero
Gallinomero (Southern Pomo), naziv za južnu skupinu Pomo Indijanaca koji su izvorno živjeli uz rijeku Russian River u Kaliforniji. U širem smislu ime obuhvaća i Indijance s Dry Creeka i Cloverdalea koji su također govorili južnim pomo jezikom, i njihovi su najsjeverniji predstavnici. 
Naziv Gallinomero dali su Španjolci Pomo Indijancima koji su živjeli u blizini Healdsburga i Santa Rose u okrugu Sonoma, od čega su oni u svom jeziku napravili Kainomero, a inače sami za sebe i svoj jezik, nisu imali naziva.
Politički nisu nikada bili ujedinjeni, a sela u kojima su živjeli su:
- Batiklechawi, na mjestu današnjeg Sebastopola, važno i možda glavno. Ime mu znači “where elderberries grow”
- Hiwalhmu  (“point at which two streams flow together village”, “flowing down together”; odnosi se na House Creek i Wolf Creek),  Gualala River.
- Hukabetawi, blizu Santa Rosa
- Kalme, Russian River.
- Kubahmoi, Gualala River.
- Makahmo, rijeka Russian, na ušću Sulphur Creeka.
- Ossokowi, Russian River.
- Shamli, Gualala River.
- Shawako, na Dry Creeku, kod ušća Pina Creeka.
- Wilok, Santa Rosa Creek.
- Wotokkaton, blizu Healdsburga.